# Glenea xanthotaenia
Glenea xanthotaenia is een keversoort uit de familie van de boktorren (Cerambycidae). Deze keversoort behoort tot het glenea kevergeslacht. De wetenschappelijke naam van de soort werd voor het eerst geldig gepubliceerd in 1875 door Gestro.